# Pierre Brunet (remador)
Pierre Brunet (Lyon, França, 27 de fevereiro de 1908 — 12 de maio de 1979) foi um remador francês. Ele conquistou a medalha de bronze nos Jogos Olímpicos em 1932 no Dois com, ao lado de Anselme Brusa e André Giriat.